# Charles Dumas
Charles Everett Dumas (ur. 12 lutego 1937 w Tulsa w Oklahomie, zm. 5 stycznia 2004 w Inglewood, w Kalifornii) – amerykański lekkoatleta, skoczek wzwyż, mistrz olimpijski.

## Kariera
29 czerwca 1956, w trakcie amerykańskich eliminacji olimpijskich w Los Angeles, ustanowił rekord świata (2,15 m); na igrzyskach w Melbourne w 1956 zdobył złoty medal, ponadto z wynikiem 2,12 m ustanowił rekord olimpijski. W 1959 zdobył złoto igrzysk panamerykańskich. Startował na igrzyskach olimpijskich w 1960 w Rzymie, gdzie zajął 6. miejsce.
Był mistrzem USA w latach 1955-1959.
Później pracował jako nauczyciel w szkole średniej i trener.